# Pischanka (huyện)
Huyện Pischanka (tiếng Ukraina: Піщанський район, chuyển tự: Pischankas’kyi raion) là một huyện của tỉnh Vinnytsia thuộc Ukraina. Huyện Pischanka có diện tích 595 kilômét vuông, dân số theo điều tra dân số ngày 5 tháng 12 năm 2001 là 25102 người với mật độ 42 người/km2. Trung tâm huyện nằm ở Pischanka.